# Zamburak

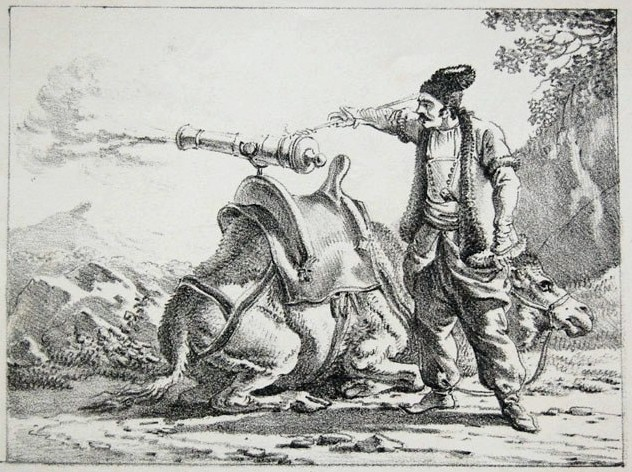
XVII-wieczny, perski zamburak

Zamburak (język perski: زمبورک, tłumaczenie: osa) – jednostka lekkiej artylerii składająca się z wielbłąda i zamontowanego na nim działka relingowego
Popularna w nowożytności na Bliskim Wschodzie i w Persji. Występowały też wcześniejsze formy tej broni z zamontowanymi zamiast działek kuszami.